# Bembidion mendocinum
Bembidion (Chilioperyphus) mendocinum – gatunek chrząszczy z rodziny biegaczowatych i podrodziny Trechinae.

## Taksonomia
Gatunek opisany został w 1910 roku przez Andersa Christiana Jensen-Haarupa.

## Opis
Ciało ubarwione rudawo. pokrywach z plamką zaśrodkową. Przedplecze zwężone przy nasadzie. Tylne jego kąty proste. Gatunek o rozwiniętych skrzydłach tylnych.